# Kelham
Kelham est un village du Nottinghamshire, en Angleterre.